# Light My Fire (Baccara-album)
A Light My Fire az NSZK-ban dolgozó spanyol Baccara duó második nagylemeze, amely 1978-ban jelent meg. A felvételvezető és a lemez producere Rolf Soja volt. A felvételek és a keverés a Polydor Studióban, a Rüssl Studióban és a Studio Maschenben zajlottak. A keverési munkálatokat Günther Zipelius, Geoffrey Peacey és Günter Dycke végezték. A címadó dal a The Doors klasszikusának diszkóátirata, de az albumon szerepel a leginkább Ritchie Valens előadásában ismert La Bamba és a The Archies Yummy, Yummy, Yummy című slágerének feldolgozása is. A Parlez-vous français? című szerzeménnyel a Baccara részt vett az 1978-as Eurovíziós Dalfesztiválon Luxemburg színeiben: 7. helyezést értek el. Az LP-n a dal teljes hosszában, francia nyelven szerepel, de kislemezen később kiadtak egy angol nyelvű verziót is. Kislemezen egyébként a címadó dal is rövidebb, mintegy 4 és fél perces változatban jelent meg.

## A dalok

### „A” oldal
1. Baby, Why Don’t You Reach Out? / Light My Fire (Rolf Soja / Peter Zentner / Jim Morrison / Ray Manzarek / Robby Krieger / John Densmore) 11.40
2. Parlez-vous français? (Rolf Soja / Frank Dostal / Peter Zentner) 4.18

### „B” oldal
1. La Bamba (tradicionális / Rolf Soja / María Mendiola) 3.00
2. My Kisses Need A Cavalier (Rolf Soja / Frank Dostal) 4.44
3. Adelita (tradicionális / Rolf Soja / María Mendiola) 2.27
4. Yummy, Yummy, Yummy (Joe Levine / Arthur Resnick) 3.27
5. Darling (Rolf Soja / Frank Dostal) 5.15

## Legnépszerűbb slágerek
- Baby, Why Don’t You Reach Out? / Light My Fire
- Parlez-vous français?

Ausztria: 1978. május 15-étől 8. hétig. Legmagasabb pozíció: 18. hely 

Svédország: 1978. május 5-étől 3. hétig. Legmagasabb pozíció: 8. hely 
- La Bamba
- Darling

Ausztria: 1978. március 15-étől 8. hétig. Legmagasabb pozíció: 7. hely 

Norvégia: 1978. Az 5. héttől 13. hétig. Legmagasabb pozíció: 1. hely 

Svájc: 1978. február 4-étől 7. hétig. Legmagasabb pozíció: 9. hely 

Svédország: 1978. február 10-étől 6. hétig. Legmagasabb pozíció: 5. hely

## Az album slágerlistás helyezései
Norvégia: 1978. A 32. héttől 5. hétig. Legmagasabb pozíció: 11. hely 

Svédország: 1978. augusztus 25-étől 5. hétig. Legmagasabb pozíció: 10. hely

## Külső hivatkozások
- Dalszöveg: Light My Fire
- Dalszöveg: Parlez-vous français?
- Dalszöveg: La Bamba
- Dalszöveg: My Kisses Need A Cavalier
- Dalszöveg: Adelita
- Dalszöveg: Darling
- Videó: Parlez-vous français?
- Videó: Adelita
- Videó: Darling